# Грановский, Евгений Львович
Евгений Львович Грановский (1900—1949) — советский экономист, доктор экономических наук (1934), профессор, заведующий кафедрой экономики и планирования народного хозяйства СССР экономического факультета МГУ.

## Биография
В 1924 году окончил Институт Красной профессуры, по окончании преподавал там же. В 1925 г. — преподаватель геологоразведочного факультета Московской горной академии. В 1927 г. — доцент ЛГУ, председатель экономической кафедры Военно-политической Академии имени Н. Г. Толмачёва. Работал во Всесоюзном коммунистическом университете им. И. В. Сталина. В 1947—1949 гг. — заведующий кафедрой экономики и планирования народного хозяйства СССР экономического факультета МГУ. Сотрудник Энергетического института АН СССР.
В Москве проживал по адресу ул. Остоженка, 53.

## Избранные труды
- Грановский Е. Л. Угольный кризис в Англии / Е. Л. Грановский; С предисл. Ген. секретаря Федерации горнорабочих Великобритании А. Дж. Кука. — Л. : Прибой, 1926.
- Грановский Е. Л. Монополистический капитализм в России / Е. Л. Грановский; Ленингр. науч.-исслед. ин-т марксизма. — [Ленинград] : Прибой, 1929
- Грановский Е. Л. Монополистический капитализм в России : Отрывки из книги : (К заданию: «Финансовый капитал в России») / Е. Л. Грановский; Всес. ком. ун-т им. И. В. Сталина. — Ленинград : Ленинград-Дворец Урицкого, 1932
- Техническая реконструкция и социалистическое комбинирование : Комбинирование на базе химизации : [Сборник статей] / Под ред.: Е. Л. Грановского; Ком. акад. Ин-т экономики. — Москва : Соцэкгиз, 1933
- Грановский Е. Л. Автоматическая система машин в промышленности СССР / Е. Л. Грановский, д-р экон. наук. — Москва : Соцэкгиз, 1939.
- Грановский Е. Л., Бровер И. М., Ноткин А. И. Экономика социалистической промышленности : Допущено ВКВШ при СНК СССР в качестве учебника для высших учеб. заведений / Под ред. Е. Л. Грановского и Б. Л. Маркуса; Акад. наук СССР, Ин-т экономики. — Москва : Соцэкгиз, 1940.
- Грановский Е. Л. Основные линии развития технической базы промышленности СССР / Д-р экон. наук проф. Е. Л. Грановский. — Москва : ВСНИТО, 1941.
- Грановский Е. Л. Самоотверженный труд — залог победы над врагом / Е. Грановский. — Свердловск : Госполитиздат, 1941.
- Грановский Е. Л. Передовая техника и резервы машиностроения / Е. Грановский, д-р экон. наук. — [Москва] : ОГИЗ, 1941.
- Грановский Е. Л. Самоотверженный труд — залог победы над врагом / Е. Грановский. — Москва : Госполитиздат, 1941.
- Грановский Е. Л. Передовая техника и резервы машиностроения / Е. Грановский, д-р экон. наук; Акад. наук СССР. Ин-т экономики. — Красноуфимск : ОГИЗ, Госполитиздат, 1941.
- Грановский Е. Л. Самоотверженный труд — залог победы над врагом / Е. Грановский. — Саранск : Мордовск. гос. изд-во, 1941.
- Грановский Е. Л. Социалистическая индустриализация — основа военной мощи СССР / Д-р экон. наук Е. Л. Грановский; Акад. наук СССР. Ин-т экономики. — Алма-Ата : КазОГИЗ, 1942.
- Грановский Е. Л. Сырье и топливо в Отечественной войне / Акад. наук СССР. Ин-т экономики. — [Москва] : Госполитиздат, 1943.
- Грановский Е. Л. Курс политической экономии / Высшая школа парт. организаторов при ЦК ВКП(б). Лекции 36 и 37: , Материально-производственная база социализма : Стенограммы лекций д-ра экон. наук проф. Е. Л. Грановского, прочит. 21-го и 27-го апр. 1945 г. — 1945.